# Hàm Tiến
Hàm Tiến là một phường thuộc thành phố Phan Thiết, tỉnh Bình Thuận, Việt Nam.
Phường Hàm Tiến có diện tích 10,53 km², dân số năm 2019 là 7.701 người, mật độ dân số đạt 733 người/km².